# Полиција Србије
Полиција Србије, службено Полиција Републике Србије, је део Министарства унутрашњих послова Републике Србије које обавља послове државне управе Републике Србије. Под Полицијом Србије или полицајцима се сматрају униформисане и неуниформисане полицијске службенике, припаднике управа и јединица, као што су: Управа полиције, Управа криминалистичке полиције, Управа саобраћајне полиције, Управа граничне полиције,  Управе за обезбеђење, Јединица за заштиту, Оперативни центар, Специјална антитерористичка јединица, Хеликоптерска јединица и Жандармерија.

## Историјат

### Доба Немањића
У доба Немањића (14. век) полицијски органи су истовремено били и органи унутрашње управе. Кефалија, односно градски поглавар или управник жупе — био је задужен и за јавну безбедност, а посебно за безбедност на путевима. На располагању је имао „нарочите људе, одевене у црно одело, (који су) стражарили по друмовима и чували путнике од разбојника“.

### Обновљена Србија
Корени јавне безбедности у обновљеној Србији јављају се током Револуције (1804—1813). На скупштини одржаној 2. априла полицијска власт у нахијама поверена је војводама и обор кнезовима, а у кнежинама — локалним кнезовима. Извршне службенике обор-кнезова представљали су голаћи или бећари. Касније су улогу извршних органа новоустројених судова (магистрата) преузели пандури.
Устројства полицијске власти у Београду и другим местима донето је 30. децембра 1807. године. У Београду је утврђена редовна и стална полиција коју су чинили:
- полицајмајстор (управник градске полиције),
- полицај-квартаљ-мајстори (управници квартова),
- ликтори (помоћници управника задужени за различите ресоре),
- писари и
- униформисани пандури.

Ова организација је заживела већ првих дана 1808. године.
На Скупштини одржаној 14. јануара 1811. године, извршена је нова реформа државне управе, а Правитељствујушчи совјет Србски је подељен на 6 министарстава. За првог министра унутрашњих послова постављен је Јаков Ненадовић.
Кнез Милош Обреновић је 1815. године донео одлуку о организовању пандура — опште-државних полицијских органа задужених за јавни ред и безбедност царинских друмова.
Обновљени Совјет српски, добио је и функцију врховног полицијског тела (са одељењем за унутрашње и судске послове) 1825. године. Почетком 1827. године, принадлежности Совјета пренете су на Велики народни суд, који је 13. јануара 1828. године установио функцију варошких полицајаца. У Београду је нарочита полиција, са тројицом полицајаца и варошким кметом, основана 28. маја 1828. године.
Убрзо је у структуру градске полиције уведена и функција буљукбаше (старешине над 22 градска пандура).
Дужност београдског буљукбаше је од 1830. до 1832. године обављао чувени песник Сима Милутиновић Сарајлија.
Управа вароши Београда (установљена 25. априла 1831) била је потчињена кнезу Милошу и дужности је извршавала по Пропису о владању и начину обављања дужности београдске полиције. Ово је почетак аутономије београдске полиције, која ће трајати све до 1990. године.
На основу одлука Сретењске скупштине од 15. фебруара 1835. године, израђен је Пројекат устава којим је предвиђено Министарство унутрашњих и Министарство војних послова. Због протеста Турске и Русије, кнез Милош је 11. јула објединио војне и полицијске послове.
Турским уставом (24. децембра 1838) званично је формирано Министарство унутрашњих послова и потврђено је да министар преузима и прерогативе војног министра. Указом од 1. јануара 1842. године, Управа вароши Београда је по полицијској организацији уздигнута на ранг државног надлештва.
Устројством управе вароши Београда донетим 3. марта 1860. године, управа је била под јурисдикцијом Министарства унутрашњих послова, а у граду је формирана прва једнообразна униформисана и наоружана жандармеријска чета од 120 пешака и 15 коњаника. Пропис о униформи жандармерије донет је 11. јануара 1861. године.
Законом о Устројству Централне државне управе (22. марта 1862. године) Министарство војно је раздвојено од Министарства унутрашњих послова. Од 15. до 17. јуна 1862. године српска жандармерија је одиграла пресудну улогу у сукобима око Чукур чесме и током бомбардовања Београда. Нешто више од 100 жандарма супротставило се неколико стотина пута јачој турској сили и практично спасло Београд и Србију. Како се први сукоб одиграо на Духове, 15. јуна, овај дан је усвојен као слава српске жандармерије. Жандармерија је била задужена само за јавни ред и мир у Београду. Зато је 9. јануара 1862. године донета одлука о оснивању једнообразно униформисаних и наоружаних општинских ноћних стража – органа безбедности у свим варошима Србије.
Указом од 26. јула 1880. године жандарми су, ради распознавања у служби, добили нумерисани подбрадник у виду полумесеца – прву службену значку са бројем. Законом о жандармерији (23. јуна 1884. године) и Уредбом о формацији полицијске жандармерије 9. августа) формирана је државна (полицијска) жандармерија као административни орган III степена. У Београду и окружним местима формиран је по један жандармеријски одред.
Године 1896. Погранична стража је замењена пограничном жандармеријом, која се састајала из кордонских команди распоређених у 5 пограничних одсека. Наредбом од 3. децембра 1899. године погранична жандармерија је укинута, а њену функцију преузела је Погранична трупа.
Општински ноћни стражари су 27. септембра 1903. добили исте униформе као и жандармерија, а ради разликовања, задужили су посебну службену значку са иницијалима О. Н. С. и идентификационим бројем.
На основу Закону о јавној безбедности (13. фебруара 1905) општински ноћни стражари су постали саставни део жандармерије.

### Први светски рат
Током Макензенове офанзиве 1915. године, престоницу је бранио Комбиновани одред, Сремски добровољачки одред и Одред београдске жандармерије. Мајор Драгутин Гавриловић је свој чувени говор одржао војницима 2. батаљона X кадровског пука, Сремског одреда и преживелим жандармима. Окићени цвећем војници, добровољци и жандарми су заједно кренули у последњи јуриш.

### Краљевина Срба, Хрвата и Словенаца (Краљевина Југославија)
Као врховна управна и надзорна власт над свим управно-полицијским органима у новоформираној Краљевини Срба, Хрвата и Словенаца, 7. децембра 1918. године је основано Министарство унутрашњих послова.
Уредбом о формацији, опреми, надлежностима, дужности и настави жандармерије (26. фебруара 1919. године), жандармерија је постала саставни део војске, сталног кадра са задатком да бди над јавним редом и безбедношћу, да одржава ред и мир и да обезбеђује извршење закона. Команда целокупне Жандармерије је представљала административни орган II степена. Жандармерија је у погледу снабдевања, дисциплине и војне наставе потчињена министру војном, а у погледу употребе, наставе, одржавања јавне безбедности и жандармеријске службе — министру унутрашњих дела. Уредба о устројству Министарства унутрашњих послова донета је 8. маја 1919. године.

### Прва школа
Ради школовања жандармеријског кадра, 1. фебруара 1920. године је у Сремској Каменици формирана Жандармеријска подофицирска школа. Прва Полицијска школа, коју је организовао др Арчибалд Рајс, отворена је у Београду, 8. фебруара 1921. године.
Законом о унутрашњој управи (19. јуна 1929. године) Министарство унутрашњих послова је организовано као врховно надлештво унутрашње управе, подељено на:
- Одељење за државну заштиту,
- Одељење јавне безбедности,
- Управно одељење и
- Одељење за самоуправу.

Државне месне полицијске власти биле су установе унутрашње управе у великим градовима и важнијим местима. Уредба о устројству и делокругу предстојништава градских полиција донета је 8. октобра 1929. године.
Уредбом о устројству и делокругу управа полиције (10. марта 1930. године), утврђено је формирање управа полиција и у седиштима бановина. Извршну службу су вршили зборови униформисане полицијске страже и полицијских агената. Законом о државним полицијским извршним службеницима 24. октобра 1930. године, службеници су разврстани на полицијске стражаре, агенте, надзорнике стража и агената, заповедника страже и шефове агената.
Уредба о централној школи за полицијске извршне службенике донета је 21. јануара 1931. године, а школа је почела са радом 10. фебруара, у двоспратној згради у Творничкој улици бр. 1 у Земуну.

### Други светски рат
У оквиру Народноослободилачких одбора (1941), стварани су органи задужени за ред и безбедност. Септембра 1942. године, Врховни штаб је донео наредбу да се на ослобођеној територији образују партизанске и сеоске страже или сеоска односно народна милиција. Након ослобађања ширих територија, приступило се оснивању оперативних одреда или чета народне милиције за подручја окружних НОО.
Врховни командант НОВ и ПОЈ и повереник за Народну одбрану НКОЈ Јосип Броз Тито верификовао је у Дрвару, 13. маја 1944. године, документ о оснивању Одељења за заштиту народа (ОЗНА). Овај дан је усвојен као нови празник припадника полиције. Први Нацрт Повереништва унутрашњих послова донет је 12. децембра 1944. године.

### Социјалистичка Федеративна Република Југославија
Дана 7. марта 1945. године, Повереништво унутрашњих послова прерасло је у Министарство унутрашњих послова. Следеће године је Усвојен Закон о Народној милицији и Правило о одећи Народне милиције. 1953. године су Формирани су Савезни и републички секретаријати за унутрашње послове, а крајем године Народна милиција добија нову службену униформу.
Дана 18. јула 1956. године, усвојен је Закон о органима унутрашњих послова. Основном закону о унутрашњим пословима (из 1966. године), унутрашњи послови су сконцентрисани у Служби јавне (службе милиције, сузбијања криминалитета, безбедности саобраћаја и за пограничне послове) и Служби државне безбедности. Назив „Народна милиција“ промењен је у назив „милиција“. Савезно извршно веће (9. јануара 1967) укида чинове и доноси Уредбу о функцијама, ознакама функције и униформи Милиције.
Хеликоптерска јединица основана је 1967. године.
Године 1976. усвојена је Уредба о униформи милиције Социјалистичке Федеративне Републике Југославије (Социјалистичке Републике Србије) и ознакама звања радника милиције. Упутство о одређивању идентификационог броја, начину издавања, вођењу евиденције и ношењу службене легитимације и службене значке (полиције Републике Србије), донето је 30. септембра 1990. године, а примењује се од 1. октобра 1990.
Закон о чиновима припадника Министарства унутрашњих послова донет је 26. децембра 1990. а на снагу је ступио 5. јануара 1991.
Законом о изменама Закона о унутрашњим пословима донетим 26. децембра 1996. године, који је ступио на снагу 3. јануара 1997. године, реч „милиција“ је замењена речју „полиција“.

### Република Србија 1987—2002.
Осма седница Централног комитета Савеза комуниста Србије (крај септембра 1987) с правом се узима као преломна година у целој новијој историји Србије јер је тада Слободан Милошевић заиста узео стварну - мада не и формалну извршну власт. Наша полиција је била под комунистичким режимом, али није било много немира. По јавном реду и миру, једина траума била је Косово од 1981. године. Држава је била мирна, права убиства с умишљајем могла су се набројати на прсте, а главни проблем јавног реда и мира била је ноћна бука. По линији државне безбедности било је исто - од краја седамдесетих главна брига СДБ-а била је југословенска непријатељска емиграција; домаћи дисиденти били су држани под присмотром више из инерције и буџетских разлога.

## Организација и структура
Начин организовања полиције зависи искључиво од саме државе, друштва и правног оквира. Мора постојати адекватан организациони дизајн прикладан друштву, економији и буџету, али се такође требају узети у обзир захтеви и сугестије других полиција у Европи са којима се тежи сарађивати. Организација мора бити флексибилна и способна да се прилагоди многобројним променама и изазовима које време носи. Полицијски систем Републике Србије правно и организационо је структурисан у оквиру Министарства унутрашњих послова Републике Србије. Дирекција полиције Министарства унутрашњих послова надлежна је за послове полиције, који су, као и надлежности и овлашћења, регулисани Законом о полицији. Дирекцијом полиције руководи директор полиције. Полицијске послове обављају униформисани и неуниформисани полицијски службеници, односно запослени који примењују полицијска овлашћења и запослени на посебним или одређеним дужностима чији су послови у непосредној вези са полицијским пословима. Ефикасност у раду полиције захтева да се утврди:
- Подела рада (параметар који показује колики је степен специјализације)
- Делегирање ауторитета (параметар који показује како је дизајниран систем за доношење одлука - централизован или децентрализован)
- Груписање јединица или департментализација (параметар који показује број организационих јединица, њихову величину и распон контроле руководилаца)
- Координација (параметар који показује како се координирају и контролишу активности у систему)

Што се тиче поделе рада, полиција Србије се карактерише високом поделом рада у хоризонталном и ниском у вертикалном правцу. Висока хоризонтална специјализација (диференцијација) подразумева да запослени обављају релативно узак круг сличних радних задатака. Полицијски службеници се специјализују по областима, на пример: сузбијање привредног криминалитета, сузбијање крвних деликата и друго. Ниска вертикална специјализација подразумева да запослени имају самосталност у раду и могу контролисати посао који обављају. Такође су активни доносиоци одлука у свом раду.
Делегација ауторитета у полицији Србије се одликује вертикалном централизацијом, с обзиром да се све битне одлуке доносе централизовано, у седишту МУП-а. Присутно је и делегирање ауторитета изван формалне хијерархије тј. хоризонтална децентрализација. Стручњацима који врше стандардизацију и формализацију процеса додељен је одговарајући ауторитет.
Када се говори о департментализацији, она је на високом нивоу. Постоји функционални, пројектни и територијални принцип. Све области рада - полицијске функције, на основу којих су формиране управе, су врло развијене и у њима је извршена висока подела рада (у управама се даље образују одељења, а у њима одсеци). Исто тако је и врло висок степен диференцијације послова између управа. Додатак на ово је пројектно (хоризонтално) руковођење. Извршиоци су подређени руководиоцу којем припадају по радном месту (вертикално руковођење), а истовремено су подређени руководиоцу пројектног тима у којем обављају радни задатак (хоризонтално руковођење). Диференцијација по територијалном принципу за резултат има образовање подручних полицијских управа које имају за задатак да реализују послове на територији коју покривају.
Координација је заступљена путем стандардизације улаза (знање, вештине, способности), процеса рада и стандардизације излаза. Скоро сваки процес је регулисан стандардима тако да запослени тачно знају шта се од њих очекује односно како треба да поступају. Заступљена је хијерархијска контрола што значи да виши руководиоци директно контролишу рад својих подређених. Овако се врши проток информација у оба смера.

## Послови државне управе у надлежности полиције
Послови државне управе Републике Србије у надлежности полиције односе се на:
- заштиту безбедности Републике Србије и откривање и спречавање делатности усмерених на подривање или рушење уставом утврђеног поретка;
- заштиту живота, личне и имовинске сигурности грађана;
- спречавање и откривање кривичних дела и проналажење и хватање учиниоца кривичних дела и њихово привођење надлежним органима;
- одржавање јавног реда и мира;
- обезбеђивање зборова и других окупљања грађана;
- обезбеђивање одређених личности и објеката;
- безбедност саобраћаја на путевима;
- контролу прелажења државне границе;
- контролу кретања и боравка у граничном појасу;
- контролу кретања и боравка странаца;
- набављање, држање и ношење оружја и муниције;
- производњу и промет експлозивних материја, запаљивих течности и гасова;
- заштиту од пожара;
- држављанство;
- јединствени матични број грађана;
- личне карте;
- путне исправе;
- пребивалиште и боравиште грађана;
- обучавање кадрова, као и друге послове одређене законом.

## Врсте полиције

#### Саобраћајна полиција
Сврха рада саобраћајне полиције је организовано функционисање друмског саобраћаја и заштита грађана и материјалних вредности у процесу превожења. То се постиже применом мера заштите безбедности и спровођењем превентивних активности, уз подршку јединствене базе података о возилима, возачима, саобраћајним прекршајима и саобраћајним незгодама.
Саобраћајна полиција спроводи контролу придржавања прописа у вези са безбедношћу саобраћаја на путевима.
Послови које полиција обавља у безбедности саобраћаја према различитим субјектима могу се груписати на:
непосредну контролу и интервентно регулисање саобраћаја;
управне послове безбедности саобраћаја;
праћење и унапређење прописа у безбедности саобраћаја;
обраду и расветљавање саобраћајних прекршаја и саобраћајних незгода;
инспекцијско-техничке послове безбедности саобраћаја;
превентивно-пропагандне послове безбедности саобраћаја ;
послове сарадње са субјектима који се баве безбедношћу саобраћаја;
послове међународне сарадње и односе са јавношћу;
остале послови безбедности саобраћаја.

#### Криминалистичка полиција
Управа криминалистичке полиције одговорна је за стање и организовање послова:
- на откривању и сузбијању свих облика организованог криминала,
- за превенцију и сузбијање осталих облика криминала,
- планира, организује благовремено информисање, извештавање и координацију рада служби,
- примењује оперативно-техничке и тактичке мере на расветљавању и документовању свих кривичних дела у складу са законом.

#### Специјална антитерористичка јединица
Специјална антитерористичка јединица је организациона јединица у саставу Дирекције полиције, Министарства унутрашњих послова.
Специјална антитерористичка јединица (САЈ) је савремена, високопрофесионална антитерористичка јединица полиције, уско специјализована и опремљена најсавременијом специјалистичком опремом, намењена за извршавање сложених и високоризичних задатака безбедности и заштите Републике Србије и њених грађана. То се пре свега односи на борбу против тероризма на тактичком нивоу, као и на пружање асистенције Управи криминалистичке полиције и другим организационим јединицама МУП-а приликом лишења слободе чланова организованих криминалних група, посебно у ситуацијама где се очекује пружање отпора ватреним оружјем.
Искуство стицано деценијама и програм обуке сачињен по узору на светске антитерористичке јединице, створили су изузетно обучену, веома покретну и савремено опремљену оперативну јединицу, оспособљену и спремну да реши најтеже ситуације.
Намењена је за извршавање следећих високо ризичних задатака, у складу са законским прописима и овлашћењима:
планирање и извршавање најсложенијих безбедносних задатака у борби против тероризма,
интервенције у случају талачких ситуација,
интервенције у случају отмице ваздухоплова и других кризних ситуација у ваздухопловима,
интервенције у случајевима барикадирања и пружања отпора ватреним оружјем,
лишавање слободе чланова организованих криминалних група у сарадњи са другим организационим јединицама МУП-а,
обезбеђење личности и објеката који су према процени надлежних државних органа безбедносно угрожени.

#### Жандармерија
Жандармерија је посебна јединица полиције у седишту Дирекције полиције.
Жандармерија се ангажује на предлог руководиоца организационе јединице, по одобрењу директора полиције. Изузетно, Жандармерија се приликом ангажовања које обухвата употребу једног или више одреда у максималном капацитету, ангажује на предлог руководиоца одговарајуће организационе јединице уз претходно прибављено одобрење директора полиције и сагласност министра унутрашњих послова. Предлог за ангажовање садржи безбедносну процену и план активности.
Задаци Жандармерије:
сузбијање тероризма (прикупљање и обрада оперативних сазнања, откривања кривичних дела тероризма и обезбеђивање материјалних доказа, лишавање слободе учинилаца кривичних дела, интервенција у унутрашњој одбрани земље у циљу разбијања организованих терористичких група, превентивна антитерористичка делатност);
лишавање слободе чланова организованих и других опасних криминалних група и појединаца у сарадњи са другим организационим јединицама МУП-а;
успостављање јавног реда нарушеног у већем обиму,
сузбијање побуна у институцијама за извршење кривичних санкција;
обезбеђење објеката и личности (седишта страних дипломатско-конзуларних представништава у земљи као и дипломатско-конзуларних представништава у иностранству, обезбеђење објеката од виталног безбедносног интереса за Републику Србију, посебна обезбеђења штићених личности);
пружање помоћи у ванредним ситуацијама – спасилачка служба (у случају опште опасности, отклањање последица проузрокованих елементарним непогодама);
пружања помоћи код несрећа на води и копну (друмском, железничком и авиосаобраћају);
ронилачке и наутичке активности; пружање помоћи другим државним органима;
ангажовања у иностранству (у мисијама УН);
обуку и инструктажу припадника структура безбедности.

#### Јединица за обезбеђење одређених личности и објеката
Јединица за обезбеђење одређених личности и објеката врши заштиту:
- председника Републике,
- председника Народне скупштине,
- председника Владе,
- министра спољних послова,
- министра унутрашњих послова,
- директора полиције и страних државника носиоца највиших државних функција током службених посета Републици Србији.

Такође, објекте које ова јединица обезбеђује су:
народна скупштина, влада, министарства и објекти које користе одређена лица.

#### Хеликоптерска јединица
Хеликоптерска јединица (ХЈ) је посебна јединица Дирекције полиције која се кроз обављање летачких и других активности непосредно ангажује на пословима заштите безбедности грађана а посебно на откривању и хватању терористичких и криминалних група и појединаца, лишавања слободе опасних криминалаца, успостављање јавног реда и мира када је нарушен у већем обиму, обезбеђивање скупова и транспорта високог ризика, за вршење послова контроле границе, контроле саобраћаја, гашења пожара, организовање и спровођење службе трагање и спасавање.
Хеликоптерска јединица пружа услуге и другим органима и институцијама. У складу са овлашћењима врши и обуку ваздухопловног особља.

#### Гранична полиција
Управа граничне полиције осигурава свакодневну радну повезаност и пуну координацију са регионалним центрима и станицама граничне полиције на терену, као и другим линијама рада у оквиру МУП-а и другим државним органима и институцијама, обављајући послове: надзора државне границе, граничне провере, подизања нивоа безбедности на аеродромима и међународном пловном путу на рекама Дунав, Тиса и Сава; сузбијања прекограничног криминала; анализе ризика; контроле кретања и боравка странаца; сузбијања трговине људима; азила; контроле законитости у раду и логистике.
Управа граничне полиције у складу са Законом о полицији и на основу међународних уговора, обавља послове међународне сарадње, учествује у припреми прописа, анализа, извештаја и информација за надлежне органе Републике Србије и друге органе и организације.

## Модел полиције у заједници
Концепт полиције у заједници се базира на обостраном односу сарадње полиције и грађана. Подразумева заједнички рад полицијских службеника са локалним властима, организацијама цивилног друштва и грађанима како би се на најлакши начин идентификовали и решавали безбедносни проблеми грађана у локалној заједници. Ти проблеми могу бити разноврсни од страха од криминала и крађе до насилништва. Концепт полиције у заједници не представља само програм, већ је то сасвим нова филозофија полицијско-грађанске сарадње. Две најбитније компоненте су Партнерство са заједницом и Решавање проблема. Доступност и транспарентност рада полиције за све грађане који живе у локалној заједници и реаговање на њихове потребе, бриге и захтеве представља основу савременог начина рада полиције. Овај концепт осим превенције криминала подразумева и стварање односа поверења између полиције и мањина. Ово је од посебног значаја за Србију узимајући у обзир лоша искуства која су имали припадници мањина са полицијом. Главни услов одрживог успеха оваквог партнерства између заједнице и полиције представља јака посвећеност свих укључених актера и њихова безусловна подршка.
У процесу реформе полиције у Србији и њеног приближавања грађанима, а у складу са стандардима ЕУ, концепт полиције у заједници почиње да заузима битно место у држави. Први кораци ка овоме су начињени након демократских промена 2001. године. У јуну 2002. године МУП Србије је израдио предлог пројекта „Полиција у локалној заједници”. Влада Републике Србије је 30. априла 2013. године усвојила Стратегију полиције у локалној заједници, док је први Акциони план са конкретно одређеним активностима и датумима усвојен тек 2015. године.

### Стратегија полиције у заједници
Стратегија је документ који служи да даје смернице полицији како да успоставе бољу сарадњу са грађанима, заједницом и институцијама ради повећања појединачне и колективне безбедности. Стратегија је донета од стране Владе 30. априла 2013. у Београду. Идеја је да грађани више учествују у полицијском одлучивању и деловању. Заједнички рад грађана и полиције би допринео смањењу конфликата, обезбеђивању боље доступности правди и адекватан одговор на безбедносне потребе и захтеве грађана. У нормативном смислу Стратегија се темељи на општим правним стандардима (одредбама и начелима) који су садржани у домаћим прописима којима се гарантују људска и мањинска права и слободе и обавезују државни органи да остварују безбедност и пружају подршку владавини права у демократском друштву. У изради стратегије посебно су се имале у виду:
1. одредбе Устава Републике Србије, које гарантују забрану дискриминације, заштиту људских и мањинских права и слобода, слободну кретања, неповредивост физичког и психичког интегритета, забрану изазивања расне, националне и верске мржње, слободну окупљања, право на личну слободу и безбедност свим лицима која живе или бораве на територији Републике Србије;[10]
2. одредбе Закона о државној управи, које прописује да су органи државне управе дужни да сарађују у свим заједничким питањима и да једни другима достављају податке и обавештења потребна за рад;[11]
3. одредбе Закона о полицији и Кодекса полицијске етике, које се односе на дужност служења људима, остваривање људских и мањинских права, недискриминацију при извршавању полицијских задатака, поштовање законитости и сузбијање незаконитости, сарадњу полиције са органима територијалне аутономије, локалне самоуправе, са другим органима и установама, невладиним и другим организацијама, мањинским и другим организованим групама и самоорганизованим појединцима ради развијања партнерстава у спречавању или откривању деликата и њихових учинилаца и остваривања других безбедносних циљева.[12]

Субјекти стратегије су министарства и други органи државне управе надлежни за унутрашње послове, људска и мањинска права, регионални развој и локалну самоуправу, правду и државну управу, рад, запошљавање и социјалну политику, просвету, науку и технолошки развој, финансије и привреду, веру, дијаспору као и друге релевантне институције. Неопходно је да се као партнери укључе грађани, органи државне управе, органи локалне самоуправе, територијалне аутономије, цркве и верске заједнице, мањинске заједнице и групе и сектор цивилног друштва.
Визија и мисија ове стратегије су безбедна заједница са доступном и непристрасном полицијском службом која одговорно делује у партнерству са заједницом и грађанима на решавању безбедносних проблема. Такође је битно и да полиција негује вредности битне за целу заједницу као што је одговорно служење грађанима, равноправан однос према свима уз уважавање различитости људи, посвећеност остваривању безбедности грађана и заједнице. Стратешки циљеви који су истакнути у Стратегији као основ за напредак полиције су следећи:
- успостављање савремених стандарда у раду полиције
- јачање поверења грађана и заједнице у полицију
- сарадња и партнерство полиције са заједницом
- успостављање делотворне безбедносне превенције
- проблемски оријентисан приступ безбедносној заштити
- посвећеност поштовању етичких принципа и различитости

Полиција у остваривању јавних интереса мора развијати програме по мери локалних заједница, јер различите заједнице немају исте проблеме и не могу на исти начин да на њих одговоре. Имајући у виду да се комплексност рада не само повећава, већ и мења временом, рад полиције и полицијска обука морају константно да буду у покрету. Садржај и циљеви се морају мењати и прилагођавати новим околностима и вредностима. Стратегија усмерава, али не ограничава деловање које је базирано на принципима и вредностима развоја полиције у заједници. Да би полиција себи омогућила опстанак и развој у заједници, она мора да поступа и да се оријентише по следећим принципима:
1. Локални приступ који подразумева да проблеме треба решавати тамо где се јављају;
2. Проблемски приступ који подразумева да проблеме треба решавати анализирајући структуралне узроке, сагледавањем свих фактора и расположивих средстава за стварање безбедности, а не само оних који се односе на традиционални полицијски рад;
3. Партнерски приступ који подразумева да проблеме треба решавати заједно са другима; полиција мора да сарађује са свим појединцима, институцијама и групама у заједници; посебно са другим службама и организацијама које су компетентније или имају боља средства за решавање проблема. Потребна је широка стратешка сарадња са другима, заједницом и грађанима;
4. Кооперативни приступ који подразумева да полицију треба опажати као део заједнице;
5. Проактивни приступ који подразумева да полиција преузима иницијативу и не треба да буде ограничена реактивним мерама након што је кривично дело учињено, или пошто је примљен позив за помоћ.

За спровођење Стратегије задужен је Акциони план који треба да буде донет за период од 4 године. У њему ће се детаљно утврдити и разрадити активности, субјекти, мониторинг, средства, време, евалуација развоја полиције у заједници, индикатори успеха и слично.

### Акциони план за примену Стратегије полиције у заједници за 2015. и 2016. годину
Акциони план служи да одреди све активности које ће министарства, односно други државни органи спроводити на основу усвојене Стратегије полиције у заједници и да се испуне циљеви који су истакнути у Стратегији. У изради Акционог плана учествовали су чланови радне групе састављени од представника носилаца Стратегије и цивилног друштва, уз подршку Мисије ОЕБС-а у Републици Србији. Да би се циљеви Акционог плана остварили неопходна је свеобухватна сарадња надлежних органа и између себе, али и са другим државним институцијама, цивилним друштвом и локалним заједницама. Различити државни органи су задужени за различите послове и за успешно спровођење активности одговоран је постављени старешина. Ови органи су дужни да редовно извештавају МУП о својим активностима, а МУП треба да квартално извештава Владу о спровођењу Акционог плана. План се финансира из буџета Министарства унутрашњих послова и из донација. Акциони план је усвојен 6. августа 2015. у Београду. Састоји се из 6 Стратешких циљева у којима су побројане активности и задаци које носиоци треба да изврше.
- Стратешки циљ 1

1. Развој управљања - менаџмента у полицији (Израда Приручника о раду полиције у заједници за руководиоце и полицијске службенике; Израдити анализу потреба за обукама руководилаца за развој полиције у заједници; Донети План и програм обука за руководиоце; Спровести обуке; Евалуација утицаја спроведених обука)
2. Развој полицијске обуке (Израдити анализу потреба за обукама полицијских службеника и полазника ЦОПО за развој полиције у заједници; Изменити Планове и програме у складу са резултатима анализе; Спровести обуке за полицијске службенике по годишњем Програму стручног усавршавања; Евалуација утицаја спроведених обука; Израдити план и програм специјалистичке обуке о полицији у заједници; Спровођење специјалистичких обука о полицији у заједници (за контакт полицајце, до 1000 полицијских службеника) у складу са Планом и Програмом; Евалуација утицаја спроведених обука)
3. Развој безбедносне културе грађана и заједница ( Подршка раду саветодавних тела јединица локалне самоуправе за безбедност заједнице; Реализација информативно партиципативних програма безбедности за децу и младе(из области саобраћаја, превенције злоупотребе психоактивних супстанци, вршњачког насиља, насиља у породици и осталих области); Реализација информативно партиципативних програма из области безбедности за осетљиве друштвене групе и локалну заједницу; Реализација информативно партиципативних програма за грађане из области безбедности (из области саобраћаја, безбедносне заштите имовине, превенције злоупотребе психоактивних супстанци, насиља над женама и осталих области); Организовати семинаре, форуме, округле столове, јавне штандове и медијске кампање ради подизања свести грађана о значају безбедносне културе)

- Стратешки циљ 2

1. Информисање заједнице и повећање поверења у рад полиције (Доношење смерница за контакте са јавношћу у складу са Стратегијом комуникације МУП-а и њихово представљање; Развијање партнерских односа са медијима ради истинитог, благовременог и потпуног информисања; Презентовање планираних и предузетих активности полиције (саопштења, наступи портпарола, учешће у медијима); Унапређење званичне интернет стране Министарства постављањем садржаја посвећених полицији у заједници)
2. Информисање полиције о чињеницама од значаја за њен рад (Прикупљање информација методом „од врата до врата“; Обезбеђивање услова за примену методе „дани отворених врата“ – саветовалиште за грађане; Примена методе „дани отворених врата“ – саветовалиште за грађане; Увођење е-маил адресе преко које се грађани обраћају полицији са предлозима, примедбама и запажањима)

- Стратешки циљ 3

1. Превентивно деловање (Распоређивање полицијских службеника у полицијским станицама који ће се приоритетно бавити пословима полиције у заједници; Превентивно деловање полицијских службеника на пословима превенције и рада у заједници; Организовање проактивног рада полицијских станица у складу са безбедносним потребама заједнице; Израда планова, програма и пројеката превентивних активности; Спровођење планова, програма и пројеката превентивних активности; Оцењивање планова, програма и пројеката превентивних активности)

- Стратешки циљ 4

1. Успостављање и деловање партнерстава (Подршка и промовисање оснивања саветодавних тела јединица локалне самоуправе за безбедност заједнице; Активно учешће у раду саветодавних тела јединица локалне самоуправе за безбедност заједнице; Развој партнерстава кроз спровођење заједничких пројеката; Развијање и унапређење сарадње са комуналном полицијом и инспекцијским службама; Иницирање и развијање сарадње са привредним субјектима и организацијама цивилног друштва; Информисање јавности о сарадњи и партнерству полиције са заједницом)

- Стратешки циљ 5

1. Развијање методологије анализе стања безбедности (мапирање деликата) (Формирање радне групе за развој система анализе безбедносних ризика; Креирање обрасца матрице изазова, ризика и претњи; Израда или развој софтверске апликације за праћење и мапирање стања безбедности на локалном нивоу; Објављивање резултата анализе)
2. Решавање безбедносних проблема у заједници (Израда методолошког приручника за примену проблемски оријентисаног рада; Обуке за проблемски оријентисану анализу као подршку у проблемски оријентисаном раду полиције у заједници, у складу са Приручником; Примена проблемски оријентисаног рада у полицијским станицама; Евалуација примене)

- Стратешки циљ 6

1. Рад полиције уз уважавање различитости (Обуке полицијских службеника о етичким ставовима и вештинама комуникације од значаја за уважавање и поштовање различитости грађана/ки и националних мањина и осетљивих група; Спровођење промотивних кампања међу националним мањинама за подстицање на сарадњу са полицијом)
2. Рад полиције који је прилагођен потребама грађана (Истраживање ставова јавног мњења о безбедносним проблемима и раду полиције; Дефинисање приоритета у складу са резултатима истраживања; Организовање периодичних састанака у локалним заједницама полицијских службеника на пословима полиције у заједници са представницима заједница, ради размене искустава и координације активности)[14]

## Међународна полицијска сарадња

#### Интернационална полицијска организација (ИПА секција Србија)
ИПА – највећа полицијска организација на свету – формирана је 1. јануара 1950. Од тада је њен Есперанто мото “Серво пер Амикецо” (Служење кроз пријатељство), допро до незамисливо много људи.
Удружење је формирано зато сто је полицијски наредник из Линколншира -а, Енглеска, Артур Труп, желео да направи мостове пријатељства и међународне сарадње међу полицајцима. ИПА Секција Србија 2007. године у Балатону (Мађарска) гласовима свих земаља учесница примљена је у пуноправно чланство. Оснивачким конгресом који је одржан у Београду 04.03.2006. године, формирана је Интернационална полицијска асоцијација ( ИПА ) секција Србија и Црна Гора, изабран је Извршни савет и Надзорни одбор.
Министарство за државну управу и локалну самоуправу је 25.01.2007. године својим решењем пререгистровало ИПА секцију Србија и Црна Гору у ИПА секцију Србија јер су се за то створили сви законски и други неопходни услови.
Циљеви ове организације су:
- подстицање размене професионалног искуства,
- подстицање пријатељства полицајаца између земаља чланица,
- побољшање односа између полиције и јавног мњења,
- подстицање социјално-хуманитарних активности,
- подстицање културно-спортске сарадње полицајаца земаља чланица.[15]

#### Интерпол и Европол
Интерпол је основан у Аустрији 7. септембра 1923. године као Међународна криминалистичка полиција. После Аншлуса (немачке анексије Аустрије) 1938, организација је пала под утицај Нацистичке Немачке, а седиште комисије пресељено је у Берлин 1942. године. Нејасно је, међутим, да ли су и у коликој мери досијеа ИЦП-а коришћена за потребе нацистичког режима. Република Србија је чланица Интерпола.
Европол је основан 1. октобра 1998. година, а са радом је почео 1. јула 1999. године. Седиште Европола је у Хагу. Србија није чланица Европола.
После Другог светског рата 1945, европски савезници Белгија, Француска, Скандинавија и Велика Британија обновили су организацију под именом Међународна криминалистичка полицијска организација. Седиште је установљено у Сен Клуу, граду у близини Париза, где је остало до 1989. године, када је пресељено у Лион.

## Реформа полиције
Реформа полиције је обухваћена реформом читавог сектора безбедности Републике Србије. Филип Ејдус анализира концепт реформе сектора безбедности кроз два кључна одређења: Реформа сектора безбедности може се дефинисати као „процес адаптације актера сектора безбедности на политичке и организационе захтеве трансформације“, а реформисан сектор безбедности као сектор који „ефикасно и ефективно пружа људску и државну безбедност у оквирима демократске владавине“. Он из ових одређења изводи пет битних карактеристика реформе сектора безбедности:
- ефикасност као усклађеност остварених резултата и употребљених средстава;
- ефективност као усклађеност зацртаних циљева и употребљених средстава;
- људску безбедност као слободу од страха и претњи по основна људска права и слободе, као и по безбедност и живот појединца;
- државну безбедност као очување усвојених вредности једне државе (територије, независности, суверенитета) и као политичку стабилност њених институција;
- демократску владавину као легитимност, репрезентативност, транспарентност, учешће грађана, законитост и одговорност у управљању сектором безбедности.[16]

Концепт реформе сектора безбедности састоји се од 4 елемента. Ти елементи, јесу: актери, контекст, циљеви и димензије. Актере реформе сектора безбедности чине организације за заштиту државе и заједнице. Деле се у четири групе:
- Државни актери који користе силу (војска, полиција, службе безбедности итд.)
- Недржавни актери који користе силу (приватне безбедносне компаније, парамилитарне јединице итд.)
- Државни актери који користе силу (парламент, правосудни систем, независна тела итд.)
- Недржавни актери који не користе силу (организације, грађанска друштва, медији, универзитети итд.)[17]

Прву групу, дакле, чине државни актери који употребљавају силу. Међу њима се налазе војска, полиција, службе безбедности који примењују појединца полицијска овлашћења. Због чињеница да је реч о државним апаратима који имају државни монопол над легитимном употребом силе, можемо рећи да ове установе чине "тврдо језгро" сектора безбедности.
Три године након издвајања Ресора државне безбедности из састава Министарства унутрашњих послова и успостављања Безбедносно-информативне агенције као самосталне, Влади потчињене службе, у Србији су створени основни предуслови да се на другачији начин, у оквиру иновираног концепта безбедности, нормативно регулишу и реформски процеси везани за вршење полицијских послова. У формално-правном смислу, претходни Закон о полицији (2005), у времену када је донет, сматран је компатибилним стандардима везаним за полицијске послове који су садржани у значајним документима усвојеним на међународном нивоу, укључујући: Европску конвенцију о људским правима из 1950. године и пратећим протоколима којима је измењена и допуњена (Државна заједница Србија и Црна Гора је ратификовала поменуту конвенцију 26. децембра 2003. године), Декларацију о полицији из 1979. године, Европски кодекс полицијске етике, усвојен од стране Комитета министара Савета Европе у септембру 2001. године, те друге релевантне изворе међународног права који се односе на ову проблематику. Сходно томе, Закон о полицији се заснивао на концепту по коме су полицијске структуре у Србији устројене у оквиру организационих јединица МУП-а Републике Србије, које су у статусу јавних служби министарства.
У оквиру обавеза везаних за поступак хармонизације националног законодавства са прописима и правним тековинама Европске уније (acquis communautaire), усвојено је више закона који покривају различите области полицијског деловања, укључујући и: Закон о личној карти, Закон о путним исправама, Закон о азилу, Закон о заштити државне границе, Закон о странцима, Закон о безбедности саобраћаја на путевима, Закон о ванредним ситуацијама, Закон о заштити од пожара и други. Ово је било праћено и усвајањем и спровођењем битних стратегијских докумената који се везују за кључна подручја деловања полиције, као што су Стратегија националне безбедности, Национална стратегија за борбу против организованог криминала, Стратегија борбе против трговине људима, Стратегија интегрисаног управљања границом, Национална стратегија за борбу против прања новца и финансирања тероризма, Стратегија полиције у заједници и друге. Опширније о предузетим променама ћемо сазнати у даљем тексту.

### Предузете промене
Процес европских интеграција је праћен разним реформама, између осталог, и реформом полиције. Поглавље 24 у процесу преговора о чланству Републике Србије у Европској унији, под називом "Правда, слобода и безбедност" захтева реформу читавог сектора безбедности. Посматрање ових области започето је 02.10.2013. године и од тада су усвојене следеће промене:
- Закон о личној карти - Закон садржи 36 чланова и уређује области права и дужности на личну карту, важење личне карте, надлежност за издавање личне карте, поступка издавања личне карте итд.[22]
- Закон о путним исправама - Закон садржи 57 чланова и уређује области права на путну исправу, врсте путних исправа, надлежност за издавање путних исправа, рокова важења путних исправа, поступка издавања путних исправа, посебне обавезе у вези са издатом путном исправом, и такође, казнене одредбе.[23]
- Закон о азилу - Закон садржи 345 начела и уређује области дефинисања надлежних органа, поступка азила, остваривање права и обавеза лица која траже азил, избеглица и лица којима је додељена субсидијарна заштита, исправа, евиденција итд.[24]
- Закон о заштити државне границе - Закон садржи 70 чланова и уређује области надлежности за вршење заштите државне границе, преласка државне границе, граничне контроле, обезбеђења државне границе, одређивања, обележавања и уређивања државне границе, међународне граничне сарадње, евиденције, казнених одредби итд.[25]
- Закон о странцима - Закон садржи 92 члана и уређује области уласка и изласка странаца из Републике Србије, визе, боравка странаца, незаконитог боравка и принудног удаљења, путних исправа за странце итд.[26]
- Закон о безбедности саобраћаја на путевима - Закон има 322 члана и уређује области основа система безбедности саобраћаја, правила саобраћаја, саобраћајне сигнализације, путева, дужности учесника у саобраћају у случају саобраћајне незгоде итд.[27]
- Закон о ванредним ситуацијама - Закон садржи 150 чланова и уређује области дефинисања субјеката система заштите и спасавања, надлежности државних органа, надлежности аутономне покрајине и локалне самоуправе, права и дужности привредних друштава и других правних лица, права и дужности грађана итд. [тражи се извор]
- Закон о заштити од пожара - Закон садржи 90 чланова и уређује области планирања и организовања заштите од пожара, мере заштите од пожара итд. [тражи се извор]

Усвајање стратегијских докумената:
- Стратегија националне безбедности - последњи пут усвојена октобра 2009. године. Стратегија националне безбедности Републике Србије представља најважнији стратешки документ којим се утврђују основе политике безбедности у заштити националних интереса Републике Србије. Стратегија националне безбедности даје анализу окружења Републике Србије, идентификује изазове, ризике и претње безбедности, утврђује националне интересе, одређује циљеве, основна начела и елементе политике националне безбедности и дефинише структуру, начела функционисања и одговорности у оквиру система безбедности.[28]
- Национална стратегија за борбу против организованог криминала - Основни циљеви стратегије су:
- развијање проактивног приступа у борби против организованог криминала;
- повећање ефикасности у борби против организованог криминала одговарајућом применом превентивност и репресивног деловања, као и одузимање имовине проистекле извршењем кривичног дела;
- хармонизација националног законодавства са међународним стандардима у области борбе против организованог криминала;
- јачање капацитета (људских и материјално-техничких) свих државних органа који учествују у борби против организованог криминала;
- јачање сарадње на националном, регионалном и међународном нивоу;
- јачање сарадње између државних органа, приватног сектора и цивилног друштва.[29]
- Стратегија борбе против трговине људима - Ова стратегија се састоји од низа мера и активности које треба предузети у циљу правовременог и свеобухватног одговора на проблем трговине људима у земљи, са посебним нагласком на заштиту људских права жртава. Израдом Стратегије успостављени су јасни стратешки циљеви који треба да буду реализовани кроз различите активности државних институција, невладиних и међународних организација. Ове активности ће бити посебно представљене и у Националном плану акције за борбу против трговине људима.[30]
- Стратегија интегрисаног управљања границом - усвојена за период од 2016. до 2020. године. Стратешки циљ Републике Србије је улазак у Европску унију, што подразумева законодавно, административно и институционално усклађивање са европским стандардима. Република Србија је отворила преговоре са Европском унијом, те је у складу са мерилом за отварање Поглавља 24. Правда, слобода и сигурност, израдила Акциони план за Поглавље 24 који је предвидео: “Усвајање вишегодишње Стратегије интегрисаног управљања границом у складу са ЕУ концептом из 2006 године, укључујући мере за побољшање међуагенцијске сарадње, укључујући размену информација путем заједничког оперативног рада на граници. Главни циљеви контроле коју спроводе основне граничне службе јесу: безбедност грађана, отклањање претњи за државну границу, заштита јавног поретка и безбедности Републике Србије, очување здравља и животне средине, као и заштита финансијских интереса и олакшавање међународне трговине. Остваривањем наведених циљева поред Републике Србије и њених грађана индиректно се врши заштита и грађана суседних држава и ЕУ.[31]
- Национална стратегија за борбу против прања новца и финансирања тероризма - Основни циљеви ове стратегије су:
- превентивним и репресивним мерама утицати на смањење криминалитета у вези са прањем новца и финансирања тероризма;
- имплементирати међународне стандарде чије спровођење омогућава чланство или повољнији статус државе у међународним организацијама;
- развити систем сарадње и одговорности свих учесника у борби против прања новца и финансирања тероризма;
- унапредити сарадњу јавног и приватног сектора на плану борбе против прања новца и финансирања тероризма;
- обезбедити транспарентност финансијског система.[32]
- Стратегија полиције у заједници - Ова стратегија даје смернице у успостављању и развоју нових начина сарадње полиције са грађанима, заједницом и институцијама ради повећања личне и колективне безбедности у Републици Србији. Концепт полиције у заједници промовише идеју о већем учешћу заједнице и грађана у полицијском одлучивању и деловању као савремени приступ безбедности грађана, друштва и државе, те се, у том смислу овом стратегијом афирмише нови концепт модела организације и начина рада полиције у Републици Србији.[33]

### Поглавље 24 - "Правда, слобода и безбедност"
Преговарачко поглавље 24 у процесу преговарања о чланству Републике Србије у ЕУ се односи на области правде, слободе и безбедности. Отварањем поглавља 24 у државу стижу реформе у Министарству унутрашњих послова. Промене српској полицији назиру се већ из извештаја Брисела о европском напретку Београда. Европска унија замера српској полицији што има прекобројну администрацију, што не ради у складу са потребама друштва којем служи, али и што је политизована. Неретко се политичару мешају у рад полиције или је злоупотребљавају у дневнополитичке, али и партијске сврхе. Томе би, до 2020. године на пут требало да стану управо преговори с ЕУ у оквиру поглавља 24. Очекивани резултат је обука полиције да ради више превентивно, а мање репресивно. Мисија ове, од демократских промена пете реформе полиције биће и да зближи тзв. плаве униформе и грађане.

### Закон о полицији - Анализа стручњака
Након представљања нацрта новог Закона о полицији у Народној скупштини Републике Србије године настао је дуг период преговора. Опозиција је критиковала закон, наводећи да је пун мана. Заштитник грађана је навео да се Министру полиције дају непримерена овлашћења и да текст води у политизацију полиције. Слоге није било ни међу синдикатима - једни подржавају напоре власти да унапреди положај полиције, а други упућују оштре критике на рачун државе. Ове реформе полиције, који је један од услова за улазак у Европску унију, расправљане су међу стручњацима, између осталог Амадеа Воткинса - саветника министра унутрашњих послова Србије и Милоша Васића - уредника седмичника "Време". На једну од предложених промена нацрта Закона која се односи на реорганизацију унутар Министарства унутрашњих послова, у смислу промена унутрашњих и полицијских послова, стварање Дирекције полиције, нова звања, нови чинови службеника, каријерно напредовање, Воткинс је рекао следеће: "Циљ реформе полиције у суштини је боља полиција за све. То значи да грађани 21. века Републике Србије сигурно захтевају полицију која је ефикаснија која може за иста буџетска средства да оствари много више него што остварује данас. Исто важи и за запослене. Они теже ка томе да радно окружење буде боље, да они буду задовољнији на свом радном месту, што ће имати позитивне импликације за грађане који ће имати бољу, ефикаснију полицију на свакодневном нивоу." Васић, члан 3 полицијска синдиката наводи следеће: "Полицајци не желе реформе. Разлог томе је то што је свако наредна реформа значила неку политизацију. Данас смо дошли до тога да би ова реформа требало да значи две битне ствари - побољшање социјалног положаја полицајаца и довођење реда у кабинет министра."
Често постављено питање је то да ли ће нови Закон коначно довести до деполитизације полиције. Ставови су опречни. Воткинс сматра да је то текст који води деполитизацији. У неколико делова текста који су круцијални, попут увођења система интерних конкурса, постављање сектора за људске ресурсе на један стратешки ниво, министру су директно умањене могућности уплитања у процес селекције, регрутације, премештаја итд. Док са друге стране, Васић сматра да ће политизација у полицији увек постојати. То је оно што је бивши премијер Војислав Коштуница назвао "Министарства силе". Од кључног значаја је смањити дискрециона овлашћења министара, а појачати улогу директора полиције. Потребно је од полиције направити јавну службу која неће ни у једном тренутку подлећи утицају неовлашћених лица.

### Закон о полицији - Анализа Београдског центра за безбедносну политику
Истраживачки тим БЦБП у овој анализи износи низ препорука за побољшање предлога закона о изменама и допунама који се налази у скупштинској процедури крајем 2017. године. У тексту су наведени коментари и образложења промена на сваки од спорних чланова Закона.
Добре стране предложених измена Закона о полицији:
- Додатно су прецизирани задаци и послови Министарства унутрашњих послова;
- Платформа за безбедносну електронску комуникацију, размену података и информација би требало да омогући успостављење националног криминалистичко-обавештајног система;
- Законом је организациони део за стратешко планирање укључен у стратешку процену јавне безбедности;
- Детаљније су регулисане безбедносне сметње;
- Позитивно је продужење рокова за вођење дисциплинског поступка.

Лоше стране предложених измена Закона о полицији:
- Неоправдано се проширује опсег лица над којима је могуће извршити безбедносну проверу;
- Додатно је угрожава независност у раду Сектора унутрашње контроле Министарства;
- Нису јасне надлежности нити планирани задаци нове организационе јединице у оквиру Дирекције полиције под називом "Јединица за заштиту";
- Прелог измена и допуна Закона о полицији је Народној скупштини упућен нешто мање од две године од његовог усвајања;
- Нема оправдања за продужење рока за усвајање подзаконских аката на још две године од ступања на снагу нових законских решења;
- Полиција није јасно и недвосмислено издвојена као посебни организациони део у саставу Министарства унутрашњих послова;
- Достојност за обављање полицијске службе се посматра из угла безбедносне сметње, а не критеријума за заснивање радног односа у МУП-у;
- Неоправдано се ограничава право на солидарну помоћ запосленима;
- Укида се елемент јавности дисциплинског поступка.

Најважније ставке које је требало променити, али је шанса за то пропуштена:
- Нису прецизно уређене надлежности специјалне јединице полиције и посебних јединица полиције;
- Нису прецизирани услови у којима се врши снимање полицијских службеника приликом обављања послова;
- Није уређена примена мере циљане потраге у домену односа са тужилаштвом и доказаним радњама из Законика о кривичном поступку;
- Пропуштена је прилика да се законски ојача оперативна независност полиције и разграниче задаци организационих јединица Министарства који обављају послове унутрашње контроле полиције;
- Нове антикорупцијске мере (тест интегритета, спровођење анализе ризика од корупције, провера пријаве и промене имовног стања запосленог) још увек нису детаљно уређене;
- Пропуштена је шанса да се разграничи поступање у дисциплинском и притужбеном поступку;
- Појединцима који задовољавају услове за пријем или напредовање у служби, а долазе из недовољно заступљених група унутар институције, није омогућено првенство приликом пријема или напредовања.[36]

### Подршка организацијама грађанског друштва у праћењу реформе полиције у Србији
Процес реформе полиције у Србији постао је тесно повезан са приступним преговорима са ЕУ. Очекивано отварање преговора о поглављу 24 током 2016. године, која обухвата политике из области правде, слободе и безбедности, поставиће приоритете реформама у овој области у складу са Акционим планом за ово поглавље. Улога грађанског друштва у овом процесу преговора о поглављу 24 посебно је важна са аспекта транспарентности и одговорности у процесу реформе полиције.
Три најрелевантнија механизма у том процесу су:
- коалиција прЕУговор, која прати стање у поглављима 23 и 24;
- Радна група за поглавље 24 у оквиру Националног конвента о Европској унији;
- СЕКО механизам за области правде и унутрашњих послова.

Ове пројекте подржава Мисија ОЕБС у Србији.

### Извештај Београдског центра за безбедносну политику о реформи полиције у Србији
Овај извештај се односи на напредак Србије у поглављима 23 и 24 за период од маја до октобра 2016. године. У њему се наводи да је остварен ограничен напредак у реформи полиције у Србији. Поред низа активности у вези са унапређењем специјализованог рада полиције, што је већ предвиђено Акционим планом за Поглавље 24 (борба против организованог криминала или тероризма), постоји потреба за изградњом ефикасне организације полиције, као и за интегритетом полиције и транспарентним извештавањем српској јавности и ЕУ.
Како би се омогућило праћење реформе полиције, предложено је да се јасно наведу кључне мере, рокови, надлежни органи, потребна средства и показатељи за примену препоруке Европске комисије о "процени потребе за даљом реформом и рационализацијом полиције/Министарства унутрашњих послова ради повећања њене ефикасности", у складу са методологијом која се користи у остатку Акционог плана за Поглавље 24. Акциони план за Поглавље 24 тренутно нуди само груб опис процеса реформи које су у току и/или су планиране у Министарству унутрашњих послова, без навођења одговорних органа, потребних средстава или начина провере да ли је најављена измена спроведена (показатељи утицаја).
Други приоритет у оквиру опште реформе полиције је изградња интегритета полиције, што представља кључну карактеристику борбе против корупције, организованог криминала и свих других аспеката рада полиције. У том смислу, потребно је предузети додатне значајне активности како би се обезбедило да су услуге полиције оперативно независне од политичког утицаја и заштићене од криминалних утицаја. Краткорочни приоритети треба да буду усвајање подзаконских аката потребних за спровођење новог Закона о полицији и именовање кључних руководилаца у полицији одабраних међу искусним професионалцима у отвореном конкурсу.
Одабир новог директора полиције мора бити спроведен на основу заслуга. Важно је не фаворизовати одређене кандидате, већ омогућити једнаке могућности за све, при чему конкурсна комисија треба да одабере и предложи министру унутрашњих послова прва три кандидата. Након тога, министар предлаже Влади кандидата за Директора полиције. У тој фази, такође је важно да министар доноси одлуку на основу професионализма и способности кандидата да унапреди безбедност и сигурност у Србији, а не на основу неких других критеријума.
Препоруке:
- Наставити реформу управљања људским ресурсима у полицији, нарочито у области спровођења интерних конкурса даљим дефинисањем јавних политика, процедура и подзаконских аката и њиховим спровођењем у пракси;
- Критеријуми рационализације полиције треба да буду јавно доступни и потребно је објаснити начин спровођења. Комисија за анализу решења о премештају у вези са радним местима анализе ризика требало је да изради извештај након окончања тог посла и да га поднесе скупштинском Одбору за одбрану и унутрашње послове.[38]

## Чинови
| Чинови полицијских службеника МУП-а Републике Србије | Чинови полицијских службеника МУП-а Републике Србије |
| ---------------------------------------------------- | ---------------------------------------------------- |
| Чинови службеника                                    | Изглед еполете                                       |
| Специјалистичке и мастер струковне студије           |                                                      |
| Генерал полиције                                     |                                                      |
| пуковник полиције                                    |                                                      |
| потпуковник полиције                                 |                                                      |
| мајор полиције                                       |                                                      |
| капетан полиције                                     |                                                      |
| поручник полиције                                    |                                                      |
| Основне струковне студије                            |                                                      |
| потпоручник полиције                                 |                                                      |
| заставник 1. класе полиције                          |                                                      |
| заставник полиције                                   |                                                      |
| Средње образовање                                    |                                                      |
| водник 1. класе полиције                             |                                                      |
| водник полиције                                      |                                                      |
| млађи водник полиције                                |                                                      |
| Полазници основне полицијске обуке                   |                                                      |
| полазник основне полицијске обуке                    |                                                      |

## Министар
На челу Министарства унутрашњих послова (МУП) Републике Србије налази се министар. Садашњи министар унутрашњих послова је Ивица Дачић који функцију обавља од 2. маја 2024. године.
Претходни министри
Министри од 1945. до данас су:
- Милентије Поповић (април 1945 — новембар 1946)
- Слободан Пенезић Крцун (новембар 1946 — децембар 1953)
- Војин Лукић (децембар 1953 — јун 1962)
- Владан Бојанић (јун 1962 — 1963)
- Милисав Лукић (1963 — 1965)
- Животије Срба Савић (1965 — 1966)
- Славко Зечевић (1966 — 1976)
- Виобран Станојевић (1976 — 1982)
- Светомир Лаловић (мај 1982 — децембар 1989)
- Радмило Богдановић (децембар 1989 — мај 1991)
- Зоран Соколовић (мај 1991 — март 1997)
- Радован Стојичић Баџа (март 1997 — април 1997) — вршилац дужности
- Властимир Ђорђевић (април 1997) — вршилац дужности
- Влајко Стојиљковић (април 1997 — октобар 2000)
- Мирко Марјановић (октобар 2000) — вршилац дужности
- Ко-Министри (Стеван Никчевић, Божидар Прелевић и Слободан Томовић; октобар 2000 — јануар 2001)
- Душан Михајловић (јануар 2001 — март 2004)
- Драган Јочић (март 2004 — јул 2008)
- Ивица Дачић (јул 2008 — април 2014)
- Небојша Стефановић (април 2014 — октобар 2020)
- Александар Вулин (октобар 2020 — октобар 2022)
- Братислав Гашић (октобар 2022 — мај 2024)
- Ивица Дачић (мај 2024 — тренутни)